# HMS Cornwall (1761)
HMS Cornwall (1761) — 74-пушечный линейный корабль 3 ранга Королевского флота, второй корабль Его величества, названный Cornwall.
Заказан 13 декабря 1758 года. Спущен на воду 19 мая 1761 года на королевской верфи в Дептфорде.
Участвовал в Семилетней войне.
1763 — служил в Канале. По окончании войны — брандвахта в Плимуте.
Участвовал в Американской революционной войне.
1777 — капитан Роберт Роддэм (англ. Robert Roddam). В предвидении войны с Францией в конце года на корабль был назначен капитан Джон Ллойд (англ. John Lloyd). Cornwall был в числе кораблей, оснащавшихся в Плимуте для активной службы, так как со дня на день ожидали разрыва с Испанией.
1779 — капитан Тимоти Эдвардс (англ. Timothy Edwards), был при Гренаде.
1780 — Вест-Индия. Был при Мартинике. Поврежден ураганом, признан негодным к службе и сожжен 13 июня 1780 года.